# 2018年热带风暴伊莱亚娜
2018年8月上旬，热带风暴伊莱亚娜吹袭墨西哥西部，虽规模较小，但仍然引发洪灾并夺去多条人命。伊莱亚娜是2018年太平洋飓风季第11个热带气旋和第九场获命名的风暴，源自7月26日离开非洲西海岸的东风波，美国国家飓风中心当日就开始追踪。东风波在穿越大西洋期间没有引发雷暴活动，于8月4日清晨进入东太平洋。接下来系统快速发展，当晚便成为热带低气压。气旋起初层次分明，但很快就因北向风切变大幅削弱并降级。8月5日，系统面对不利的外界环境依然开始增强，成为热带风暴并获名“伊莱亚娜”，并于次日达到风力时速100公里，气压998毫巴（百帕，29.47英寸汞柱）的最高强度，此时已经开始发展出风眼墙结构。接下来，伊莱亚娜逐渐同附近的飓风约翰相互交织，结构渐遭扰乱，最终在8月7日被后者吸收。
面对风暴威胁，西墨西哥和南下加利福尼亚州海岸沿线发布观察预警或警告。伊莱亚娜存在期间的大部分行进路线同墨西哥海岸线平行，共造成该国八人丧生，其中格雷罗州和恰帕斯州各四人。此外，气旋还在瓦哈卡州、格雷罗州和墨西哥州引发洪灾。

## 发展历程
7月26日，一股东风波离开非洲西海岸，穿越大西洋期间几乎没有大气对流，直到8月4日进入东太平洋后，雷暴及对流活动迅速增长。8月3日，美国国家飓风中心首度在公告中预测系统存在发展潜力。卫星图像显示特萬特佩克灣以南数百英里洋面形成低气压区，美国国家飓风中心因此在协调世界时8月4日下午17点左右预测系统有50%可能会在未来两天内发展起来。仅一小时后（18点），气旋就在墨西哥安赫尔港（Puerto Angel）东南偏南方向约370公里海域成为热带低气压，其中的低气压中心层次分明，拥有显著的弧形深层对流带。然而仅六小时后，气旋结构就在一股更强扰动天气系统（之后发展成飓风约翰）产生的北向风切变下解体。低气压的下层环流中心从对流西北边缘暴露出来，同时东侧和南侧的对流减弱，气旋整体则在西侧扰动天气系统和东侧中层高压脊的影响下朝西北偏西方向移动。虽然受到风切变的不利影响，低气压仍然开始强化，于8月5日成为热带风暴并获名“伊莱亚娜”（Ileana）。此时，风暴结构已经相当对称，并发展出中心密集云区的结构特点。
次日，伊莱亚娜进入水温30至31°C（86至88°F）洋面后继续增强，于8月6日中午12点在阿卡普尔科西南方向约185公里海域达到最大持续风速每小时100公里，中心最低气压998毫巴（百帕，29.47英寸汞柱）的最高强度。此时风暴中已形成强烈的深层对流，云层温度低至−85至−90°C（−121至−130°F）。不久，微波成像及阿卡普尔科的雷达显示系统中层呈现出风眼墙状结构。此后，气旋同西面的飓风约翰发生藤原效應，到8月6日晚21点已同后者的外围雨带逐渐交织。伊莱亚娜的环流中心在南马德雷山脉（Sierra Madre del Sur）影响下进一步减弱，最终于8月7日中午12点在科连特斯角（Cabo Corrientes）以西近海被飓风约翰完全吸收。

## 防灾措施和影响
为防万一，墨西哥政府于8月5日22:40向该国拉萨罗卡德纳斯至哈利斯科州科连特斯角海岸沿线发布热带风暴观察预警，再于次日凌晨3点升级成热带风暴警告。六小时后，该国政府又向蓬塔圣特尔莫（Punta San Telmo）至普拉亚普鲁拉（Playa Perula）发布飓风观察预警，同时向南下加利福尼亚州最南端的洛斯巴里莱斯（Los Barilles）至托多桑托斯（Todo Santos）发布热带风暴观察预警。此后因气象机构预测伊莱亚娜产生的最强风不会登陆，上述预警和警告逐渐中止。8月4日晚至8月7日中午，墨西哥整体处于绿色警报状态，表明风暴危险程度低。气旋引发暴雨，首都墨西哥城阿尔瓦罗·奥夫雷贡区和玛格达莱娜·孔特雷拉斯区（Magdalena Contreras）接获橙色警报，城内其他区域收到黄色警报。
伊莱亚娜在墨西哥格雷罗州夺走四条人命。8月5日，奇尔潘辛戈的瓦卡帕河（Huacapa River）中发现一名35岁男子的遗体，据报道，该男子是在把车推出山沟时被强烈阵风刮入河中淹死。阿卡普尔科一艘渔船倾覆，船上两名未成年人落入泻湖溺亡，其中一人15岁，另一人8岁。受风暴影响，阿卡普尔科多个社区停电且洪水泛滥，阿卡普尔科国际机场测得90毫米雨量。瓦哈卡州贾卡特佩克（Jacatepec）所测降雨量最高，达到196毫米。科渝卡德贝尼特斯（Coyuca de Benítez）多条街道和至少20户民居被淹。此外，奇尔潘辛戈海岸沿线的离岸流还致使拉孔德萨（La Condesa）海滩上一名游客遇险，虽有救生员将他救上岸，但最终仍因医疗抢救无效死亡。瓦哈卡州小镇圣地亚哥·乔帕姆（Santiago Choapam）风暴期间降下暴雨并引发山体滑坡，导致一幢房屋被毁，所幸没有造成人员伤亡。8月6日，伊莱亚娜还在恰帕斯州吉基皮拉斯（Jiquipilas）夺走四条人命，当时一辆载有18人的车在试图通过洪水淹没的桥时被卷走，车上三名儿童及一名成人遇难。米却肯州15个社区有多条道路及多幢房屋受损，维修资金约1360万墨西哥比索（相当于73万7000美元）。
气旋在墨西哥州降下暴雨并引发严重洪灾，墨西哥城多条道路被淹，其中包括墨西哥城外围环路、15D联邦公路托卢卡至墨西哥城路段。墨西哥城地铁多条线路启动安全措施，其中包括手动控制车辆运行、降低车速等。圣杰罗尼莫运河（San Jerónimo canal）位于玛格达莱娜·孔特雷拉斯区罗萨尔社区（El Rosal）附近河段泛滥成灾。墨西哥城共有33幢建筑被淹，还有一条道路完全被15米高的大树堵塞。此外，维斯基卢坎有两户民宅被淹，一条污水渠泛滥成灾。